# 大フロ帝国
座標: 北緯22度 西経11度 / 北緯22度 西経11度
大フロ帝国またはデナンケ王国、デニアンケ王国はセネガルのプラール人王国であり、フータ・トロ地域を支配していた。大フロ帝国の住民は騎兵隊を使い、近隣諸国を支配し、マリ帝国とソンガイ帝国に対して戦った。

## テンゲラ (1490年–1512年)
大フロ帝国は初代王、またはマンサであるテンゲラに率いられたフータ・ジャロンからガンビアへのフラ系遊牧民の暴力的な移住に始まった。テンゲラの攻撃はマリ帝国の残存する大西洋諸州に向けられた。一定の本拠地はなかったが、テンゲラの支持層は非常に大きなものとなり、そのため同時代のポルトガルの文章によると、「フロの大王」または「大フロ」と呼ばれていた。テンゲラはガンビアから北東の方角へ軍を率い、勢力を強めていたソンガイ帝国に対抗したが、そこでテンゲラは打ち負かされ、1512年に殺害された。その後、権力は息子のコリ・テンゲラに渡った。

## コリ・テンゲラ (1512年–1537)
コリ・テンゲラは、設立されたばかりの国軍をソンガイから ジョロフ帝国 に向け、大きな成功を納めた。大フロ帝国の発展は、ジョロフ帝国の崩壊を促進し、いくつかの互いに敵対しあう王国に分裂した。これに続き、マリのバンブク金鉱への攻撃が行われたが、その結果としてフラ人は深刻な敗北を喫した。コリは1537年に死亡した。それまでの間、現在のセネガル、フータ・トロ地方にあるアニャム＝ゴドに一定の首都が設立されていた。

## デナンケの継承者
コリ・テンゲラに続く全てのマンガは、全てコリの子孫であり、デニャンケ、またはデニ・コベの名が与えられた。デニアンケ朝 (またはデニャンケ朝)は16世紀から18世紀の間、ますますイスラム化していく国民を支配するアニミストの君主として支配し、この地の主要勢力であり続けた。デニアンケ朝はイスラム化する国民との衝突によって打倒され、1776年、アブド＝エル＝カドル・トーロディ率いるフータ・トロ・イマーム国に至り、フータ・トロ地域は新たにムスリムのフラ人により絶え間なく支配される時代が到来した。
デニアンケ朝のシラ・ティギ、またはマンガは以下の通りである:
- デンゲラ・コリ一世 (1513年–1535年)
- デンゲラ・コリ二世 (1535年–1538年)
- 名前の不明な15人の君主(1538年–1765年)
- スレ＝ブドゥ (1765年–1776年)